# Nordwestzentrum
Das Nordwestzentrum (kurz: NWZ umgangssprachlich auch Nordi genannt) ist ein Einkaufszentrum der Wohnsiedlung Nordweststadt in Frankfurt-Heddernheim. Es wird von ortsansässigen Frankfurtern genau so wie die Nordweststadt allgemein auch liebevoll „Nordi“ genannt.

## Allgemeines

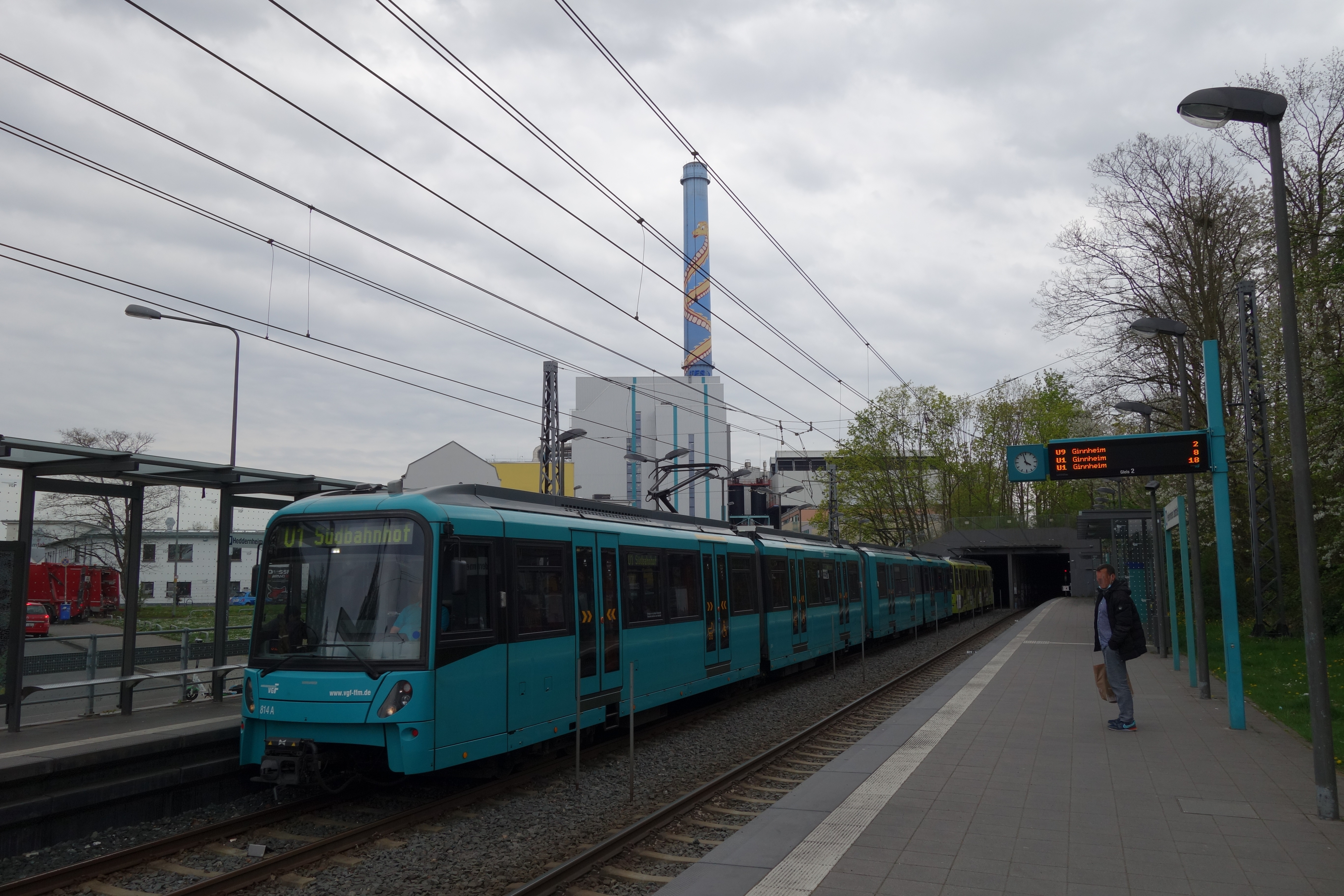
U-Bahn-Tunnelportal zum Nordwestzentrum an der U-Bahn-Station Heddernheimer Landstraße, dahinter das Müllheizkraftwerk

Das Nordwestzentrum wurde 1968 als multifunktionales Stadtteilzentrum eröffnet und gehört heute der privaten Nordwest-Zentrum Verwaltungsgesellschaft mbH. Neben 150 Geschäften, Fachkaufhäusern und Dienstleistungsbetrieben verfügt der Komplex über einen eigenen U-Bahn-Anschluss (U-Bahnlinien U1 und U9) und einen internen Busbahnhof für sechs Buslinien. Auch zahlreiche soziale und weitere kommunale Einrichtungen befinden sich im Zentrum.
Das Nordwestzentrum ist nach dem städtebaulichen Prinzip einer Insellösung gebaut: eine ovale Fläche von 390 mal 240 Meter bildet das Zentrum, es wird von einer breiten Ringstraße umflossen. Am östlichen Rand der Großsiedlung Nordweststadt gelegen, grenzt es dort direkt an die Rosa-Luxemburg-Straße, eine von Frankfurt in den Taunus führende Schnellstraße. Als großer Kreisverkehr führt der Erich-Ollenhauer-Ring um das Zentrum herum mit Zufahrten zum Parkhaus und zum Omnibusbahnhof. In die benachbarten Quartiere führen fünf hochgelegene Fußgängerstege: der Nordweststadt-Steg, der Niederurseler Steg, der Heddernheimer Steg, der Römerstadt-Steg und der Praunheimer Steg.

## Geschichte

### Konzept, Bau und Eröffnung

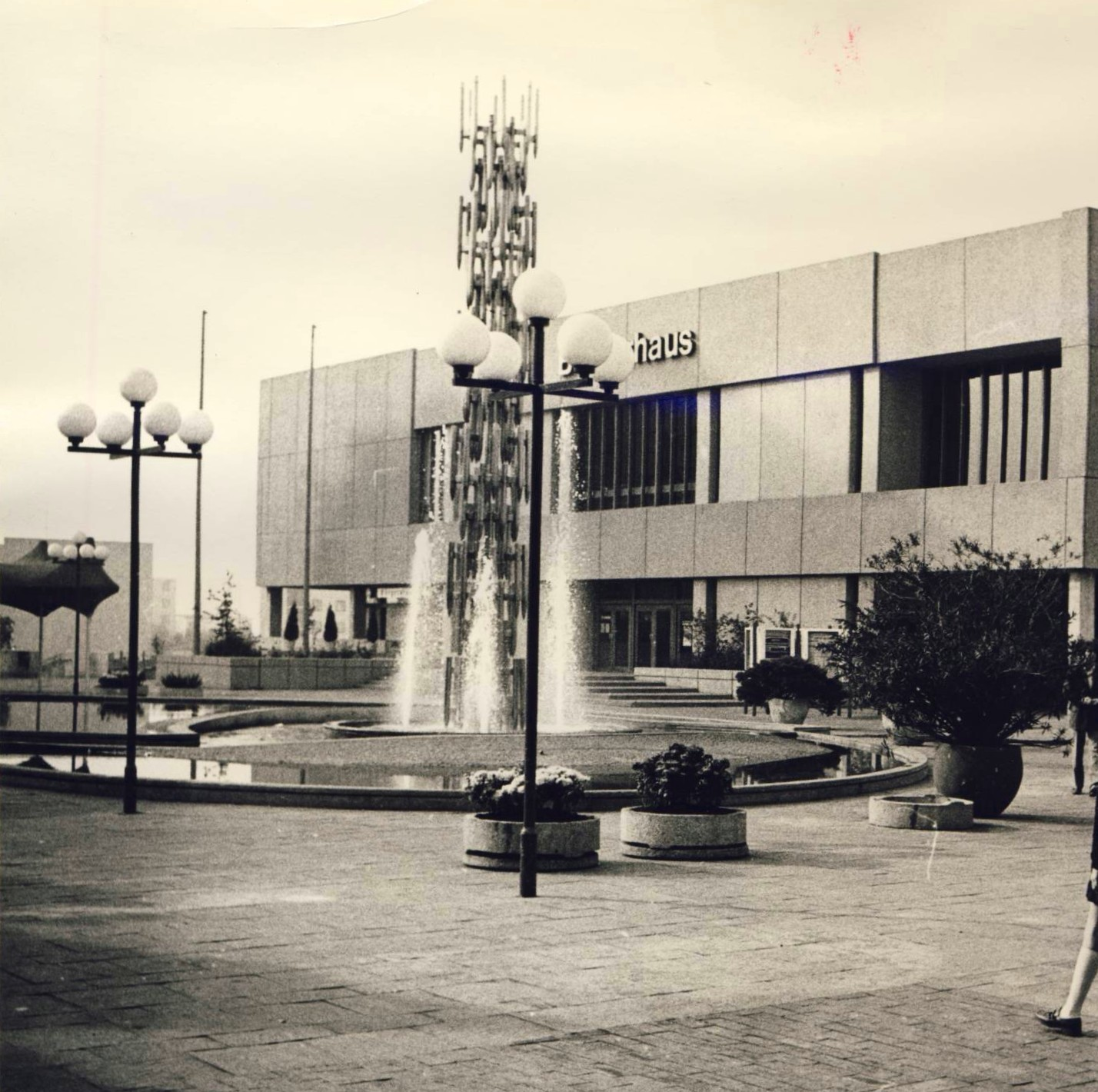
Nordwestzentrum, Bürgerhaus mit dem Brunnen von Hermann Goepfert

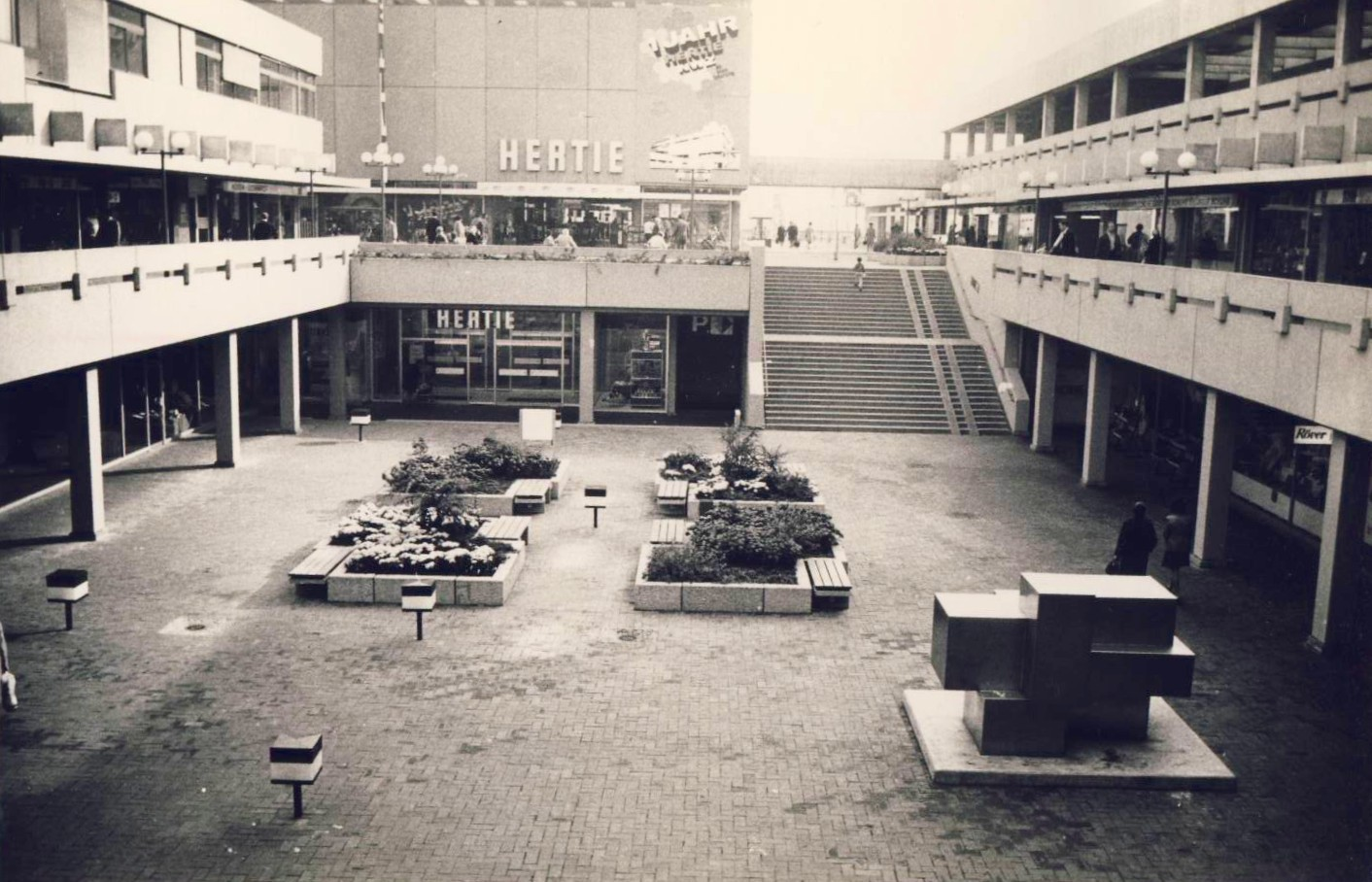
Nordwestzentrum, Einkaufsebene mit einer Plastik von Hans Steinbrenner

Das Nordwestzentrum wurde in den Jahren 1965 bis 1968 nach den Plänen der Architekten Otto Apel, Hannsgeorg Beckert und Gilbert Becker erbaut und befand sich zunächst im Eigentum der Neuen Heimat.
Das ursprüngliche Erscheinungsbild des Zentrums war von typischem 1970er-Jahre-Flair geprägt. Dementsprechend wurden die Fassadenteile und Pflanzkübel häufig aus Waschbeton hergestellt. Es wurde als kultureller und wirtschaftlicher Mittelpunkt der Nordweststadt konzipiert. Von Anfang an und bis heute fast unverändert befinden sich dort das Bürgerhaus mit großem Veranstaltungssaal und die Bücherei des Stadtteils, ein Hallenbad, eine Kindertagesstätte und zahlreiche Arztpraxen. Bis zum Umzug im Frühjahr 2017 befanden sich im Nordwestzentrum das 14. Polizeirevier und die Feuer- und Rettungswache 21.
Am 4. Oktober 1968 wurde das Nordwestzentrum als erstes Einkaufszentrum Frankfurts eröffnet. Mit der am gleichen Tag eröffneten Frankfurter U-Bahn strömten Zehntausende Menschen in das Zentrum.
Aufgrund der sehr kurzen Bauzeit und Qualitätsmängeln wurde die Bausubstanz in den späten 1980er Jahren schnell renovierungsbedürftig. Eindringendes Regenwasser verursachte schwere Schäden am Stahlbeton, so dass damals viele Pfeiler im Parkhaus durch dicke Holzbalken gestützt werden mussten. Das Nordwestzentrum galt als architektonische Entgleisung, wie zahlreiche weitere in den 60er Jahren geplante Gebäude. Die Besucherzahlen sanken daraufhin stark. Investoren für die notwendige Sanierung wurden zunächst nicht gefunden und es wurde sogar über den Abriss des Zentrums diskutiert.

### Sanierungen 1980er und 1990er Jahre

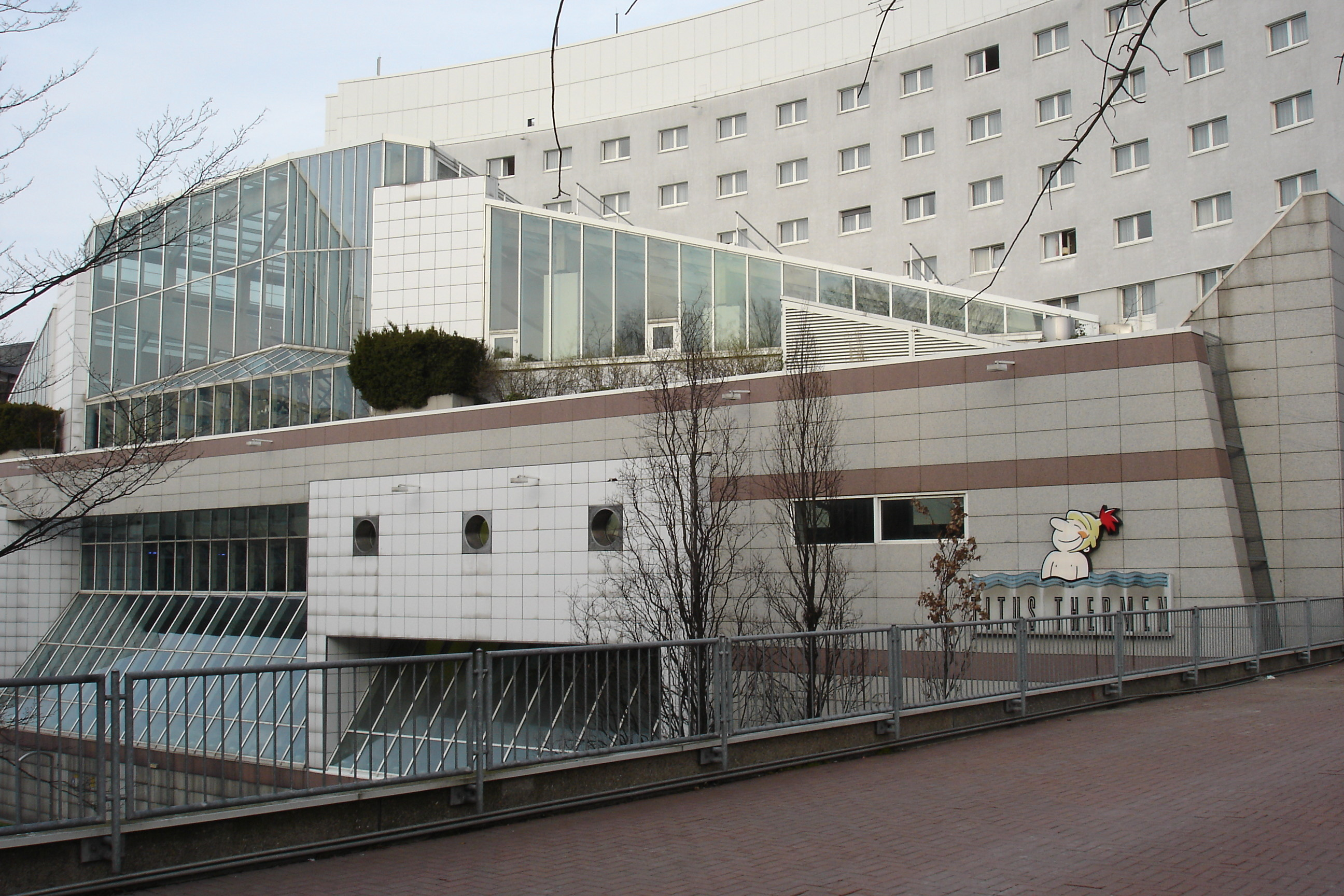
Hallenbad Titus-Thermen

1986 wurde das Zentrum an den Unternehmensberater Georg Faktor veräußert, der es komplett sanierte und nach dem Vorbild amerikanischer Shopping Malls umgestaltete. Für seine Sanierung 1986/1987, bei dem den beiden offenliegenden Ladenpassagen riesige geschwungene Glasdächer aufgesetzt wurden, erhielt das NWZ vom International Council of Shopping Centers (ICSC, eine Vereinigung von Einkaufszentren) einen Architekturpreis für die „weltweit beste Umgestaltung eines Einkaufszentrums“.
Anfang der 1990er Jahre kaufte Josef Buchmann das Nordwestzentrum der Familie Faktor ab und sanierte es vollständig. Es befindet sich nach wie vor in seinem Besitz.
Die Besucherzahlen entwickelten sich nun wieder stetig nach oben. Bereits 1992 wurde das Zentrum um einen neuen Gebäudekomplex, bestehend aus einem Hotel, einem Restaurant, einem großen Fitness-Center und Erlebnisbad (Titus-Thermen) an der Stelle des alten Hallenbads erweitert. Dazu musste ein Fachhochschul-Hochhaus am Westrand des Zentrums abgerissen werden. Das revitalisierte Bürgerhaus heißt nun Titus-Forum und wird von der Saalbau GmbH betrieben.
Ende der 1990er Jahre wurde das Hertie-Kaufhaus, das damals größte Geschäft des Zentrums, geschlossen und nach einem Umbau in fünf kleine Geschäfte aufgeteilt und erweitert. Bis 2004 verfügte das Nordwestzentrum somit über kein Kaufhaus mehr.

### Erweiterung 2001 bis 2004

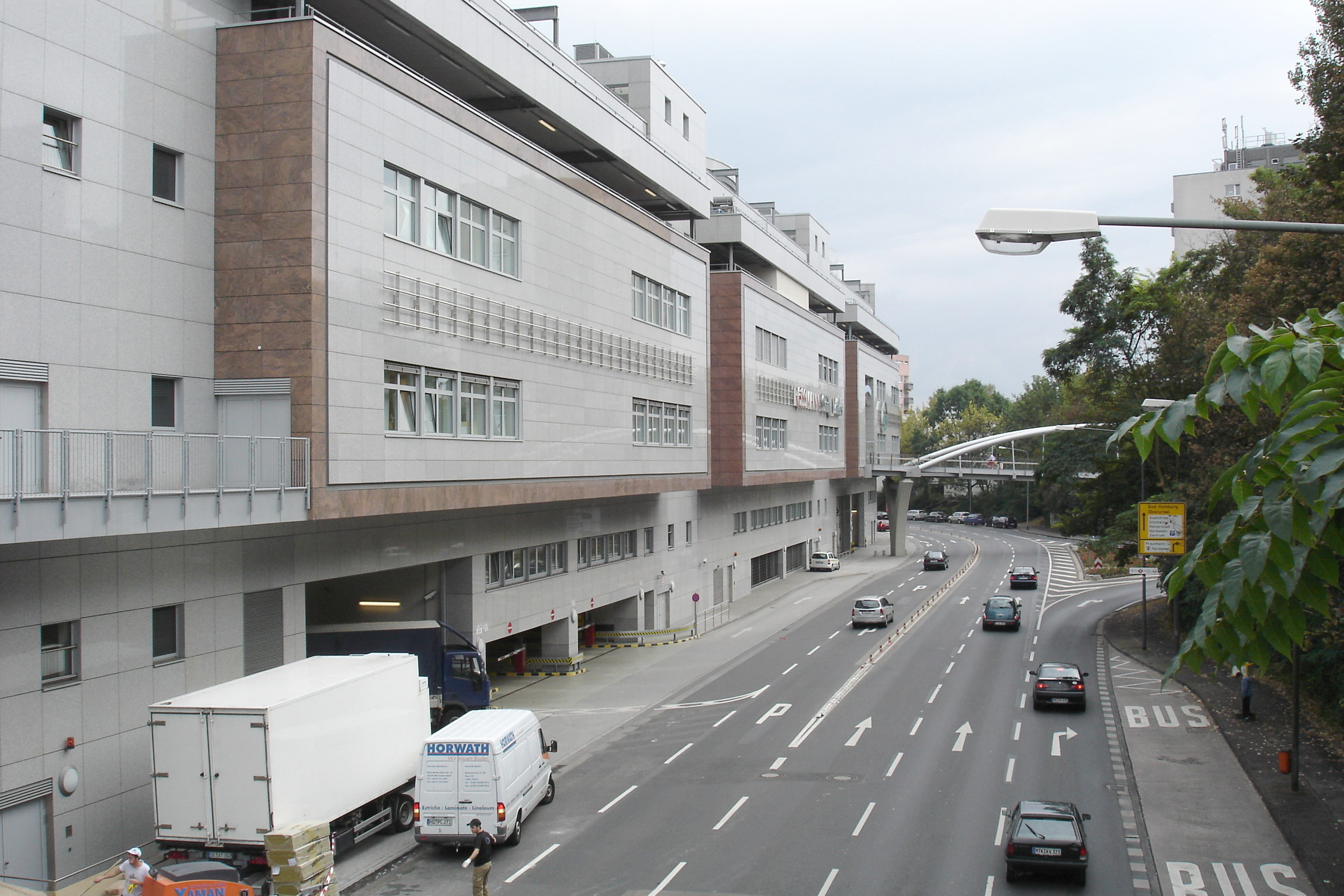
Nordwestzentrum (Westseite mit Anbau) am Erich-Ollenhauer-Ring

Nach der umfassenden Revitalisierung des Centers in den 1980er Jahren beauftragten die Investoren das Architekturbüro JSK mit der Erweiterung des Centers um rund die Hälfte der vermietbaren Handelsfläche. Im Dezember 2001 begannen die Arbeiten am Erweiterungsbau, einer zusätzlichen 3000 Quadratmeter großen Ladenstraße. Dadurch wurden weitere 37.000 Quadratmeter vermietbare Handels- und Gastronomiefläche geschaffen. Die Attraktivität des bestehenden Einkaufszentrums sollte durch hochwertige Natursteinböden und Fassaden, verbesserte Rolltreppenzugänge, Glasüberdachungen und eine vermehrte Bepflanzung erhöht werden. Die Gesamtkosten beliefen sich auf 180 Millionen Euro.
Während der Bauarbeiten handelte es sich um die größte Baustelle in Frankfurt und eine der größten im gesamten hessischen Raum. Laut dem Bauunternehmen Ed. Züblin Stuttgart wurden rund 10.000 Tonnen Stahl verbaut. Um einen reibungslosen Ablauf auf der Baustelle zu gewährleisten, waren neben den etwa 180 Arbeitskräften noch weitere 50 Ingenieure, Architekten und Planer vor Ort. Dabei sollte der tägliche Kundenverkehr von etwa 30.000 bis 40.000 auch während der Umbaumaßnahmen erhalten bleiben.

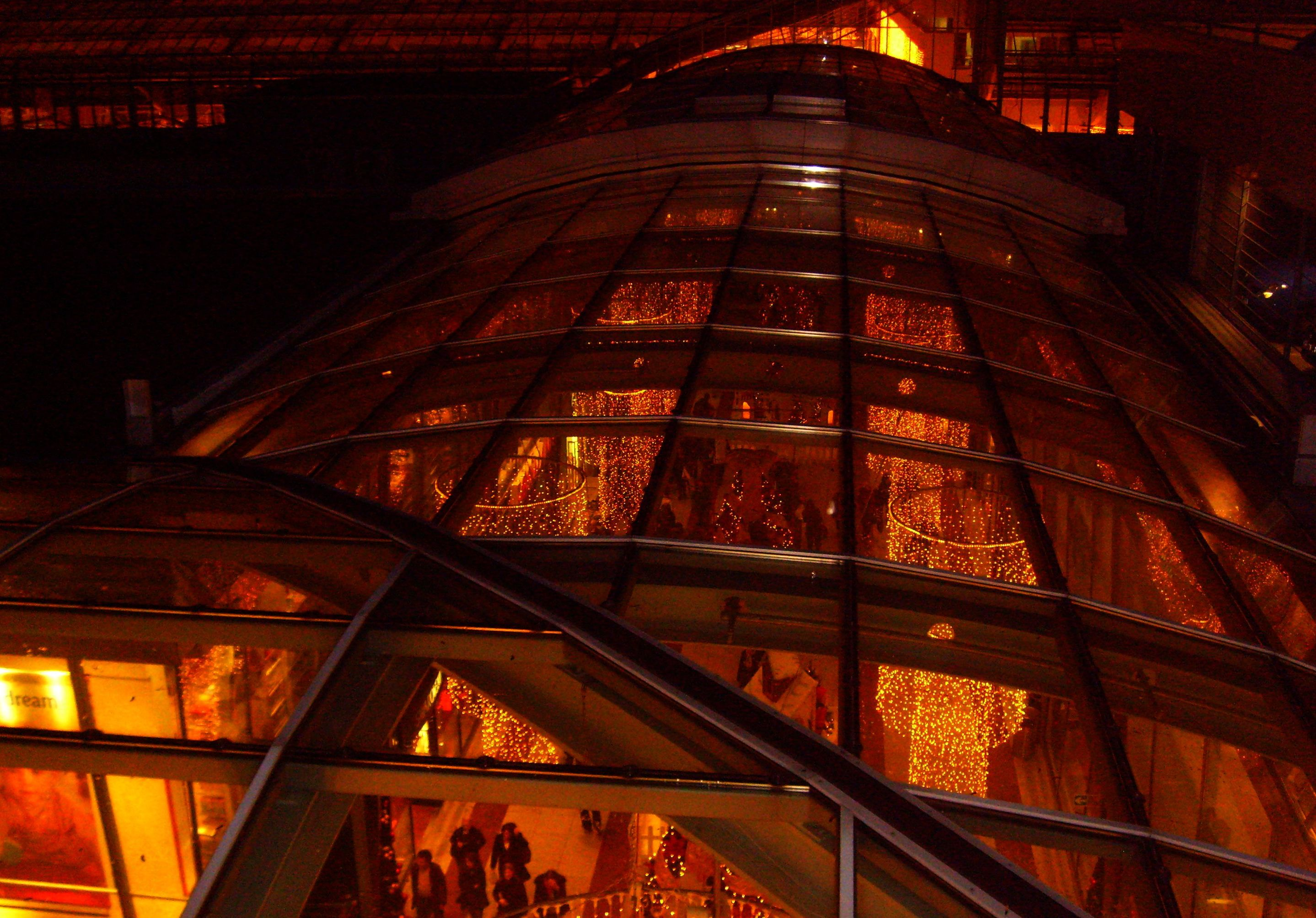
Nordwestzentrum an einem Samstag vor Weihnachten 2009

Eröffnet wurde die dritte Passage, der sogenannte Modeboulevard, im Herbst 2004. Das Nordwestzentrum gilt seither als eines der größten Einkaufszentren Deutschlands. Neben mehreren Textilanbietern entfallen auch rund 1200 Quadratmeter auf den Bereich Gastronomie. Größter Ankermieter des Neubaus mit einer Grundfläche von rund 15.000 Quadratmetern auf drei Etagen war zunächst das Kaufhaus Galeria Kaufhof, das jedoch 2019 endgültig geschlossen wurde. Mit 30 neuen Geschäften ist die Zahl der Anbieter auf über 150 gewachsen und es wurden etwa 1000 neue Arbeitsplätze (unter Berücksichtigung der Teilzeitkräfte) geschaffen. Trotz Überdachung gilt dieser Abschnitt nicht als geschlossener Raum, weshalb das Rauchen in der Passage auch nach Einführung des hessischen Nichtraucherschutzgesetzes erlaubt blieb. Dies führt zeitweise zu sichtbaren Rauchschwaden in diesem Bereich.
Neben dem Neubau der Einzelhandelsflächen ist an der Stelle eines ehemaligen Studentenwohnheims ein 13-geschossiges Hochhaus entstanden, in dessen drei oberen Etagen sich 36 Wohnungen befinden. Von den rund 6300 Quadratmetern Mietfläche des Hochhauses entfallen rund 1300 Quadratmeter auf Wohn-, der Rest auf Bürofläche.
Nach dem Um- und Erweiterungsbau standen den Kunden rund 3500 Parkplätze zur Verfügung. Die etwa 1300 neuen Stellplätze befinden sich über den neuen Geschäften in drei Parkdecks, deren Erschließung mit Hilfe einer Spindel über die bereits existierende Tiefgarage heraus erfolgt. Gleichzeitig wurde der Parkraum mit einem Parkleitsystem ausgestattet.

### Umbau 2017 bis 2019
Ein weiteres Umbauvorhaben begann 2017 und sollte sich bis 2019 erstrecken. Durch den Auszug der Feuerwache und des Polizeireviers sowie die deutliche Verkleinerung von bestehenden Lagerflächen wurde Platz für 45 neue Geschäfte geschaffen. Die Gewerbefläche wurde nur um 4000 auf dann insgesamt 94.500 Quadratmeter vergrößert. Das Nordwestzentrum wurde zu diesem Zeitpunkt von durchschnittlich 45.000 Kunden am Tag besucht. Seit dem Herbst 2017 gibt es das VHS-Zentrum Nord der Volkshochschule Frankfurt am Main in der ehemaligen Feuerwache des Nordwestzentrums. Die Arbeiten kosteten 60 bis 80 Millionen Euro. Nach ihrem Abschluss ist das Nordwestzentrum wieder das in Bezug auf die Verkaufsfläche größte Einkaufszentrum im Rhein-Main-Gebiet, gefolgt vom Main-Taunus-Zentrum.